# Mario De Clercq
Mario De Clercq (ur. 5 marca 1966 w Oudenaarde) – belgijski kolarz przełajowy i szosowy, wielokrotny medalista mistrzostw świata i zdobywca Pucharu Świata w kolarstwie przełajowym.

## Kariera
Pierwszy sukces w karierze Mario De Clercq osiągnął w 1998 roku, kiedy zdobył złoty medal w kategorii elite podczas przełajowych mistrzostw świata w Middelfart. Wynik ten powtórzył na rozgrywanych rok później mistrzostwach świata w Popradzie oraz na rozgrywanych w 2002 roku mistrzostwach świata w Zolder. Był też drugi na MŚ w Michielsgestel (2000), MŚ w Monopoli (2003) oraz MŚ w Pontchâteau (2004) oraz trzeci na mistrzostwach świata w Taborze w 2001 roku. Pięciokrotnie stawał na podium klasyfikacji generalnej Pucharu Świata w kolarstwie przełajowym, w tym w sezonie 1998/1999 był najlepszy, wyprzedzając Włocha Daniele Pontoniego oraz swego rodaka Svena Nysa. Ponadto w sezonie 2001/2002 był drugi, a w sezonach 1999/2000, 2000/2001 i 2002/2003 zajmował trzecie miejsce.
Startował także w kolarstwie szosowym, ale bez większych sukcesów. Trzykrotnie startował w Tour de France, ale ani razu nie ukończył tego wyścigu.
Wraz z Johanem Museeuwem, Chrisem Peersem i Jo Planckaertem w 2005 roku otrzymał grzywnę i został zdyskwalifikowany na 4 lata za doping. Trzy lata później został skazany na 10 miesięcy pozbawienia wolności w zawieszeniu i grzywnę w wysokości 15 000 euro za posiadanie nielegalnych substancji.
Jego ojciec, René De Clercq, wuj - Roger De Clercq oraz syn - Angelo także uprawiali kolarstwo przełajowe.